# Коммуна имени Жёлтой Подводной Лодки
Очаг контркультуры хиппи в СССР. В 1978 году коммуна была репрессирована КГБ.
Коммуна имени Жёлтой Подлодки появилась летом 1977 года в Ленинграде, в доме № 28 по Приморскому проспекту. Это был, возможно, последний частный дом в городе — деревянный, двухэтажный, четырёхквартирный, с печным отоплением. По неким загадочным обстоятельствам его не национализировали за 60 лет советской власти, при этом хозяин дома был непонятно где, а помещения сдавала внаем благообразная старушка-процентщица. Которая не догадывалась, что вверенная ей территория станет местом воплощения коммунальной идеи, заимствованной у хиппи. Задолго до её практической реализации будущие обитатели Коммуны имени Жёлтой Подлодки часто бывали в одном из первых городских сквотов — расселённой многокомнатной квартире на Васильевском острове, которая использовалась как дворницкая. Заселена она была студентами ЛГУ и Академии художеств, причём далеко не все они были по совместительству дворниками и сторожами. Милиция вскоре положила конец этому несоциалистическому общежитию, но идея коммуны уже прочно овладела умами и вскоре дала новые всходы.
Однажды 12 августа 1977 года случилось так, вышеупомянутая старушка, озабоченная сдачей своей недвижимости, познакомилась на Львином мостике, где только все в основном этим занимались, с двумя студентами. Феликс Виноградов и Марина Никитина собрались пожениться и сняли у неё двухкомнатную квартиру на втором этаже частного дома на Приморском проспекте. Одна из двух комнат для них тот момент показалась лишней, и они пригласили поселиться там знакомую и временно бездомную подругу Татьяну Комарову. Немного позже к ней подселился будущий бывший муж Андрей Антоненко. Одновременно обнаружилось, что пустует и квартира этажом ниже, на которую тут же нашелся съемщик — общий друг, одноклассник и однокурсник Александр Скобов. Ему тоже квартира показалась велика, поэтому позже вместе с ним поселились иногородние в отличие от остальных студенты — киевлянин Александр Волков и кишеневец Игорь Мальский, изгнанный из общежития ЛГУ на фоне конфликта с соседями.
Студенты университета, снявшие полдома в Новой Деревне (квартиры были одна над другой с отдельным входом), быстро превратили своё новое жилище в подобие сквота — с той разницей, что полуофициальный статус арендуемого жилища хотя бы частично оградил на некоторое время от контроля и посягательств со стороны правоохранительных органов и тоталитарного общества в целом.
Желанием отгородиться от чуждого и враждебного внешнего мира было вызвано и уподобление жизни в коммуне автономному плаванию на подводной лодке. Вполне естественно для того времени, это воспринималось как продолжение дела битловской Yellow Submarine — может быть, и несколько самонадеянно. Вахтенный журнал подлодки, заведённый в первые же дни жизни коммуны, в августе 1977 года, запечатлел как исходное состояние собравшейся на борту команды, так и различные перипетии недолгого плавания.
С первых же дней основания коммуны её участники освоили своё новое жилище от чердака до подвала и занялись самовыражением — расписали стены и двери, украсили их лозунгами и плакатами, завели ещё один толстый журнал для фиксации поэтических творений всех желающих под многозначительным названием «Лажа».
Пиком коммунального творчества стало создание одноимённой поэмы «Лажа», написанной Феликсом Виноградовым и Андреем Антоненко и получившей далее самостоятельное хождение, в основном в самиздате, хотя авторам известны также по крайней мере две перепечатки в прессе и одна попытка любительской театральной постановки. Поэма «Лажа» появилась как-то сама собой из ежедневных коммунальных разговоров и встреч и была попыткой адекватной самоидентификации, адресованной себе самим и подобным себе, то есть должна была дать ответ на вопросы: кто мы, с кем мы, против кого и против чего мы, и вообще кому и зачем всё это нужно. Стилистически поэма пародировала (или попросту копировала) широко известное в то время произведение не особо известного тогда Бориса Гребенщикова «В объятиях джинсни». Цвет флага подлодки не обсуждался — он был джинсово-синий, и вообще всю эту субкультуру можно назвать джинсовой. Поэтому и проблеме противостояния джинсового и неджинсового миров в поэме уделено слишком много места.
В целом же «Лажа» стала своего рода энциклопедию молодёжных субкультур того времени. Значительный вклад в распространение этого сочинения внес впоследствии Игорь Мальский, попутно приписавший себе соавторство на основании того, что самочинно сочинил апокриф — «продолжение» поэмы. Невольно поспособствовал этому плагиату и псевдоним автора поэмы О. Мафин, избранный в честь ослика — героя книги Энн Хогарт «Мафин и его веселые друзья».
И очевидцы событий, и те, кто писал о коммуне по прошествии многих лет, сходятся в том, что Подлодка была обречена изначально. Чувство собственного превосходства и своей обречённости жителей коммуны в равной мере отразили и вахтенный журнал подлодки, и поэма «Лажа». «Они отделились от общества, потому что оно не обеспечивало должной духовной подпитки их индивидуальности. И они попытались создать альтернативную культуру, микросреду с большим духовным потенциалом. Но выбрали для своего будущего храма творчества и свободы старую, отжившую своё коммуналку», — так писал минский журнал «Парус» в 1989 году.
Жизнетворчество резидентов коммуны выразилось в ведении совместного хозяйства по принципу «по юксу с носа в день». На рубль в день можно было слегка поужинать и позавтракать, в магазин ходили и отвечали за приготовление завтраков и ужинов по очереди — сохранились записи, свидетельствующие о сравнительной скудости коммунального рациона.
Но дело было не в совместных застольях, а в стремлении дистанцироваться от окружающей действительности под лозунгом «не PRO и не ANTI, но SUB». Это было время тотальной лажи — по всей стране праздновали 60-летие социалистической революции 1917 года и была принята новая конституция, по сравнению с которой прежнюю конституцию 1936 года можно было считать образцом буржуазной демократии.
Как писал впоследствии один из участников коммунального проекта, «у меня и многих моих друзей наша родимая пропаганда вызывала физиологическое отторжение, хотя сейчас об этом упоминать даже как-то неприлично… и многие откликались на политическую рекламу язвительными пародиями» (из ст. А. Ф. Белоусова «Кривое зеркало действительности» в Лотмановском сборнике № 1. 1995 г.).
Самоопределение в качестве альтернативной субкультуры нашло своё выражение в глумливом пародировании официальных форм общественной жизни — собраний, резолюций, отчётных докладов. Избыточная, на современный взгляд, политизированность была знаком времени, когда сопротивление пропагандистской машине официальной культуры облекалось в представление её архетипов в карикатурном виде. Недаром в качестве эмблемы коммуны было принято изображение попугая, сидящего на кольце, а кольцом служил самый популярный символ контркультуры — пацифик.
Итогом коммунального бумаготворчества стало составление конституции независимой территории, ограниченной половиной одного дома на Приморском проспекте, — устава, основанного на принципе «свобода одного начинается там, где заканчивается свобода другого». Впрочем, пытаясь осуществить этот принцип на практике, резиденты коммуны столкнулись с теми же проблемами, которые возникают в любом замкнутом человеческом сообществе и которые вскоре поставили коммуну на грань полного распада. Началось все с малозначительных бытовых трений, которые очень быстро трансформировались из чувства лёгкого дискомфорта в непреодолимый мировоззренческий конфликт и два полярных образа жизни. Правда, сторонний наблюдатель едва ли нашёл бы какие-то серьёзные различия, но возникшее противостояние между обитателями первого и второго этажей коммуны — более буржуазного «верха» и склонного к анархии «низа» — временами начинало напоминать по накалу холодную гражданскую войну со взаимными обидами, упреками и обвинениями.
Преждевременную кончину проекта вызвали, однако, не внутренние, а внешние причины. Быстро расширился круг постоянных посетителей этого контркультурного клуба, особенно его первого этажа. Вслед за студентами гуманитарных, по преимуществу, факультетов университета коммуной заинтересовались и другие контркультурные сообщества — от системных хиппи до диссидентов, а вслед за ними и органы государственной безопасности.
Так был нарушен изначально провозглашённый в качестве основы совместной жизни принцип невмешательства в общественную жизнь, протекающую за бортом подлодки. Леворадикалы с первого этажа коммуны занялись изданием подпольного журнала «Перспектива», в связи с чем история коммуны внезапно завершилась осенью 1978 года и имела своим послесловием дознание по политическому обвинению, к которому обитателей коммуны привлекали в качестве обвиняемых и свидетелей. Но это была уже совсем другая история, а здание коммуны оказалось в следующем году снесено.
От коммуны имени Жёлтой Подлодки мало что сохранилось — теперь на её месте автосервис. Нет ни одного изображения старого дома по адресу Приморский проспект, 28, как будто его и не было. От того времени не осталось даже качественных фотоснимков обитателей «Жёлтой Подлодки». Материалы, имеющие отношение к коммуне, в значительной части утрачены или похоронены в архивах КГБ.
Все, что осталось и удалось собрать, было показано в 2007 году на выставке, посвящённой 30-летию основания коммуны, в Музее контркультуры в Петербурге, на улице Пушкинской, 10 (смотри). В том числе представлены были уцелевшие плоды художественного и литературного творчества, документы и фотографии — немногочисленные артефакты, сохранённые президентом Коммуны имени Жёлтой Подлодки Феликсом Виноградовым.
Деятельность коммуны нашла отражение в международных культурологических исследованиях.